# GraalVM
GraalVM — виртуальная машина Java и JDK. Версия с открытым исходным кодом основана на OpenJDK, а корпоративная версия на Oracle JDK. Обе версии написаны на Java. GraalVM поддерживает разные языки программирования и модели выполнения, такие как JIT-компиляция и AOT-компиляция. Первая стабильная версия, 19.0, была выпущена в мае 2019-го года.

### Краткий справочник GraalVM
Существует несколько основных способов, которыми GraalVM может помочь с приложениями Java:
- сделать их быстрее с помощью современного JIT-компилятора;
- скомпилировать их в автономные собственные исполняемые файлы с мгновенным запуском и низким потреблением памяти;
- улучшить их с помощью библиотек или код на других поддерживаемых языках.[4]

Иллюстрация основных команд, возможностей и параметров GraalVM.

## Цели проекта
1. Улучшение производительности языков, основанных на Java Virtual Machine.
2. Уменьшение времени на запуск программ с помощью AOT-компиляции.
3. Интеграция GraalVM в Oracle Database, OpenJDK, Node.js, Android/iOS и тому подобное.
4. Написание программы с использованием разных языков программирования.